# California Dreamin'
California Dreamin' è una canzone dei Mamas and Papas, pubblicata come singolo nel 1965 e l'anno seguente nell'album If You Can Believe Your Eyes and Ears.

## Storia
La canzone fu scritta nel 1963 da John e Michelle Phillips, i principali componenti del gruppo, durante la loro permanenza a New York. Nel 2021 il brano fu al 420º posto della lista delle 500 migliori canzoni secondo Rolling Stone.

## Cover
La canzone è stata oggetto di molte cover da parte di numerosi cantanti solisti e band, non solo statunitensi: tra gli altri i Dik Dik nel 1966 con testo tradotto da Mogol e il titolo Sognando la California, José Feliciano (1968), Bobby Womack (1969), i Beach Boys (1986), Dudu França (2000), Jann Arden (2007); inoltre gli America l'hanno eseguita dal vivo in diversi concerti. Nel 1971, George Benson ne pubblica una versione strumentale contenuta nell'album "White rabbit". Nel 2005 è stata remixata dai Global Deejays assieme a San Francisco (Be Sure to Wear Flowers in Your Hair) nel singolo San Francisco Dreamin'. Nel 2015 la cantautrice Sia ha inciso una cover del brano per la colonna sonora del film San Andreas, in uscita a maggio dello stesso anno e con protagonista l'attore Dwayne Johnson. Il fisarmonicista Peppino Principe ha eseguito la versione strumentale per l'album Per voi giovani "I più grandi successi mondiali" - Beat (Capitan, 83). Nel 2025, Lady Gaga e Bruno Mars hanno performato la cover della canzone durante la 67ª edizione dei Grammy Awards.

## Colonne sonore
Anche molti film hanno utilizzato la canzone come base musicale, tra questi: Dove l'erba si tinge di sangue (1986), Sognando la California di Carlo Vanzina (1992), Forrest Gump di Robert Zemeckis (1994), Hong Kong Express di Wong Kar-wai (1994) dove viene ripetuto ossessivamente per otto volte, E morì con un felafel in mano di Richard Lowenstein (2001), Dragon - La storia di Bruce Lee, Le colline hanno gli occhi di Alexandre Aja (2006), California Dreamin' di Cristian Nemescu (2008), Le avventure di Sammy di Ben Stassen (2010), Hotel Artemis (2018) con Jodie Foster, un episodio di Jackass, il programma televisivo statunitense Saturday Night Live e anche nell'ultimo episodio della seconda serie di Californication. Nel 2019 la cover registrata da José Feliciano nel 1968 è parte della colonna sonora del film di Quentin Tarantino C'era una volta a... Hollywood, ambientato nella California del 1969. Nel 2022 la canzone, nella versione dei Beach Boys del 1986, è utilizzata in una puntata della quarta stagione della premiata serie televisiva di Netflix Stranger Things.